# Ivan Tomažič (1919–2014)
Ivan Tomažič, slovenski rimskokatoliški duhovnik, organizator, mecen, publicist in venetolog, * 17. junij 1919, Pregarje, † 22. februar 2014, Ilirska Bistrica.

## Življenje in delo
Rodil se je očetu zidarju Jožefu in materi Frančiški (rojeni Jenko). Tomažič je v letih 1926−1931 obiskoval osnovno šolo v rojstnem kraju, gimnazijo in licej pa od 1931–1939 v Frascatiju pri Rimu; 1935 je stopil v red Sinov Marijinega brezmadežnega srca (klaretincev) ter od 1939–1944 študiral bogoslovje v Zafri (Španija). V letih 1945–1946 je bil učitelj v Almendralejoju (Španija), 1946 do 1953 kaplan v rimskem okraju Parioli. Leta 1954 je nastopil službo bolniškega kaplana in bil istočasno vodja študentskega doma Korotan na Dunaju. Kot dunajski kaplan je Tomažič začel zbirati okoli sebe slovenske visokošolce in jim nuditi pomoč, ki je dozorela v organizaciji gradnje študentskega visokošolskega doma. Na Dunaju je poleg gradnje doma Korotan (1964–1966) vodil še gradnjo doma Koper (1976). Leta 1966 je začel izdajati letna poročila doma Korotan v listu Glas Korotana. V okviru pomoči je slovenskim študentom začel podeljevati Slomškove štipendije. 
Pater Tomažič se je sam odpovedal vodenju doma Korotan, čeprav bi ga lahko po pogodbi vodil, dokler bi hotel, novo vodstvo celovške Mohorjeve družbe pa se je lotilo prenove doma v hotel in se zaradi dolgov odločili za prodajo, kar ga je zelo prizadelo, saj je mislil, da Korotan po obstoječi pogodbi ne more spremeniti svojega poslanstva.  
Od leta 1985 je v sodelovanju z M. Borom in J. Šavlijem izdal več razprav o Venetih in postal eden najvidnejših in najbolj navdušenih zagovornikov venetske teorije o izvoru Slovencev. 
22. februarja 2014 je preminil v domu starejših občanov v Ilirski Bistrici.
Posmrtno je izšla njegova knjiga Za resnico do zadnjega diha (2015).